# Qoubba
Pour les articles homonymes, voir Kouba (homonymie).
Une qoubba (en arabe : قُبَّة) est, en Afrique du Nord, un mausolée de saint, composé d'une partie cubique, coiffé d'une coupole, généralement sphérique ou ogivale, symbole d'importance du saint.
Le mot signifie « coupole » et provient de la racine latine cap, capo qui veut dire « sommet ». Des variantes orthographiques peuvent être : qoba, qouba, qobba, kouba, koubba, et koubah. Une autre étymologie possible est le mot « cube ».

Une qoubba peut aussi être un monument de plan similaire mais sans fonction funéraire, comme un kiosque dans un jardin ou une mosquée.

Qoubba Al-Muʿtaṣim biʾllāh, près de Samarra en Irak.
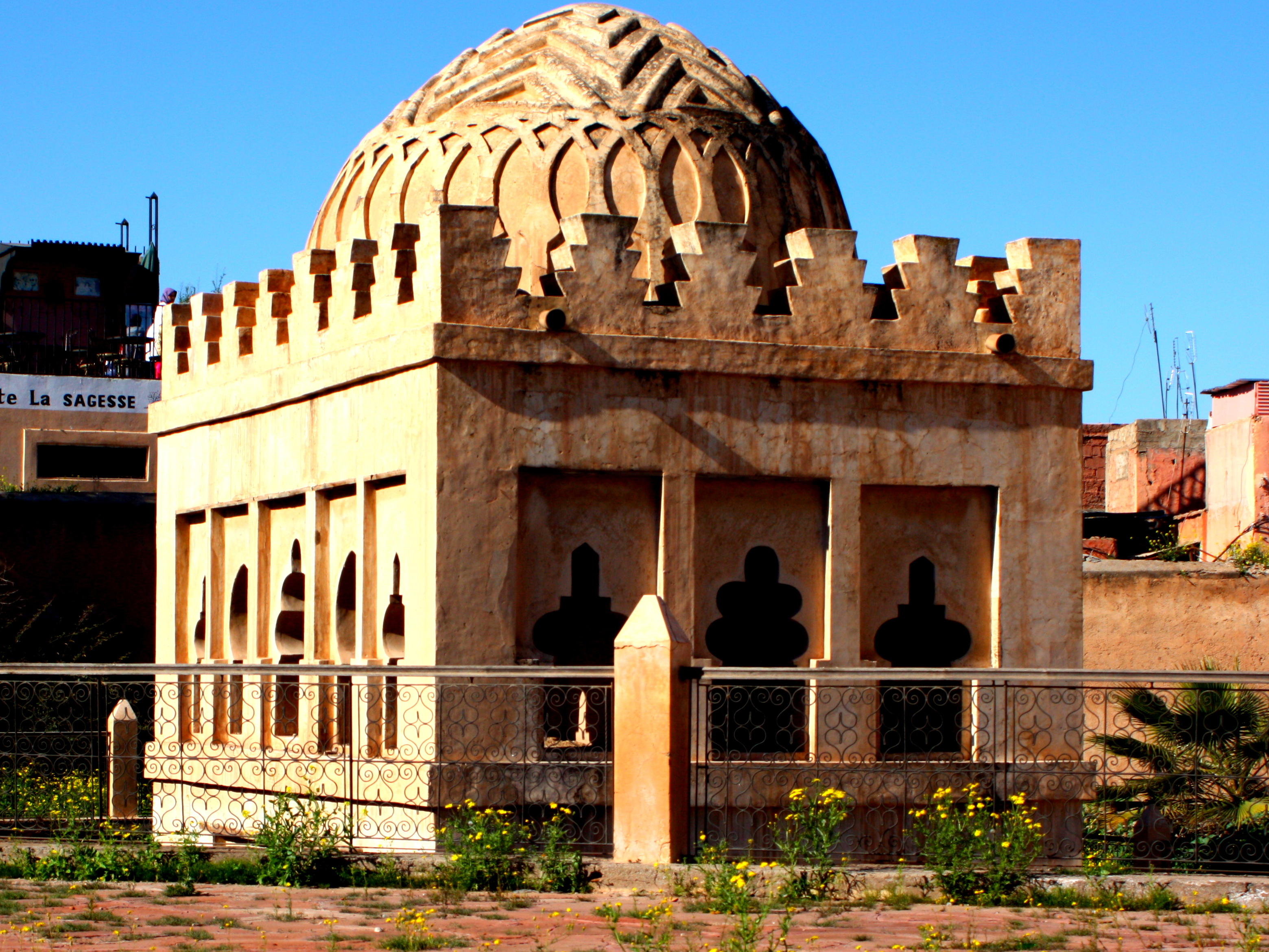
Qoubba Al Baroudiyine à Marrakech.
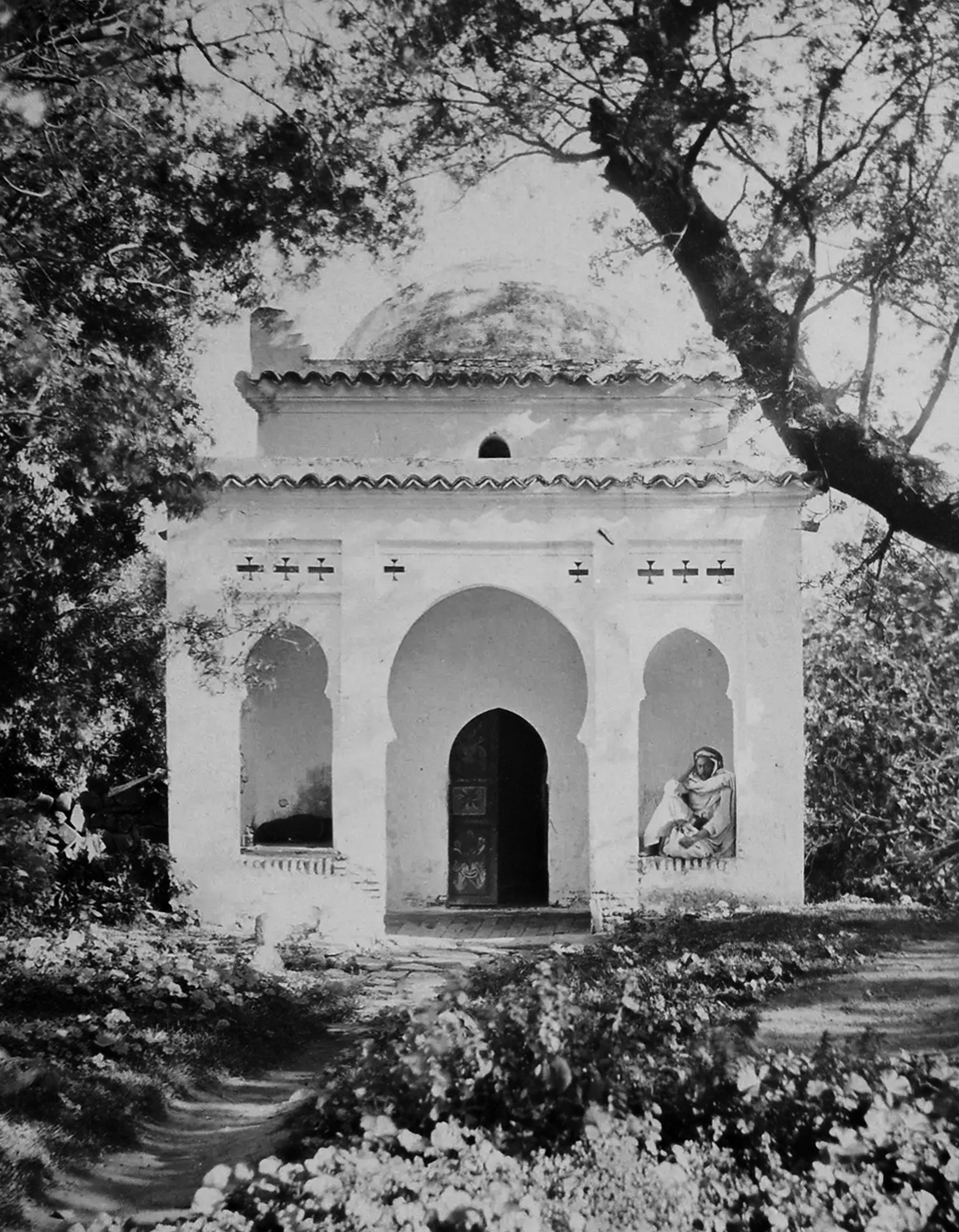
Mausolée de Sidi Wahb à Tlemcen.